# Katolička Crkva u Gruziji
Katolička Crkva u Gruziji je dio svjetske Katoličke Crkve, pod duhovnim vodstvom pape i Rimske kurije.

## Povijest
Stanovništvo Gruzije pripada većinski Gruzijskoj pravoslavnoj Crkvi. Pored vjernika islamske vjeroispovjesti u Gruziji se mogu naći i pripadnici Armenske apostolske Crkve. Manjina od 0,8 % stanovništva pripada Armenskoj katoličkoj Crkvi, Katoličkoj Crkvi kao i Kaldejskoj katoličkoj Crkvi.
Počeci katoličanstva u Gruziji datiraju još iz 12. i 13. stoljeća. Čak i tijekom sovjetske vladavine, Gruzijska katolička Crkva se sastojala od 15 zajednica, a Armenska katolička Crkva od 7.
Papa Ivan Pavao II. je 1992. u Tbilisiju dao osnovati Apostolsku nuncijaturu za Gruziju. 30. prosinca 1993. apostolski administrator Caucasi Latinorum sa sjedištem u Tbilisiju je ustoličen pod zapovjedništvom rimske kurije. Oko 100 tisuća katolika pripadalo je 1999., latinskom, armenskom i sirijsko-kaldejskom obredu, dok je prema podacima Gruzijske pravoslavne Crkve taj broj bio najviše 3000 katolika. Giuseppe Pasotto, apostolski administator Kavkaza, je rekao da je broj katolika između 2000 i 50 000.
Apostolski nuncij je uz Gruziju odgovoran za nuncijature u Azerbajdžanu i Armeniji. Od 2011. tu službu obnaša
Marek Solczyński.
Sloboda vjere je u današnjoj Gruziji ograničena i državno je priznata samo kroz privatne neprofitne organizacije.

## Vanjske poveznice
- Na catholic-hierarchy.org (engl.)
- O Gruziji na stranici lexas.de